# Shauna Grant
Shauna Grant (Bellflower, California; 30 de mayo de 1963 - Palm Springs; 23 de marzo de 1984) fue una actriz pornográfica y modelo erótica estadounidense. Se suicidó después del arresto de su compañero sentimental en 1984 pegándose un tiro. Fue admitida de manera póstuma en el Salón de la Fama de los Premios XRCO en 1999.

## Primeros años
Shauna Grant, nombre artístico de Colleen Marie Applegate, nació en Bellflower, California, en mayo de 1963. Diez años después, en 1973, su familia se desplazaría a la pequeña ciudad de Farmington, en el estado de Minnesota, donde crecería por el puesto de su padre, que ocupó un puesto directivo en Central Telephone Company of Minnesota. Durante su etapa del instituto, Applegate fue cheerleader y se graduó de la Preparatoria Farmington en 1981. Se quedó en la ciudad pequeña, trabajando primero como cajera y luego como empleada de reparación en la compañía telefónica donde trabajaba su padre.
Allí, una noche de diciembre de ese año, ella consumió un puñado de píldoras sinusales recetadas en un gesto suicida. Su padre, Phillip Applegate, dijo que nunca discutió el intento de suicidio con su hija; él y la madre de Shauna creían que su hija solo estaba buscando atención. De acuerdo con el reportaje que apareció en la serie televisiva Frontline, emitido el 8 de junio de 1987, toda la familia tuvo una sesión de grupo en un centro de asesoramiento durante el cual nadie realmente habló sobre la situación.
En marzo de 1982, cuando se difundió la noticia de su sobredosis, Applegate se escapó de casa con su novio, Mike Marcell, y regresó a California. Applegate dejó a sus padres, un hermano y tres hermanas. Después de su muerte, sus padres se divorciaron.

## Carrera pornográfica
Después de llegar a Los Ángeles, Applegate y Marcell buscaron infructuosamente varias oportunidades de empleo en el primer mes. Un anuncio publicado por World Modeling Agency, una agencia de modelaje en Van Nuys, buscaba nuevas modelos, lo que llamó la atención de Applegate, quien se entrevistó con su propietario, Jim South, quien organizó una sesión fotográfica de softporn con el fotógrafo J. Stephen Hicks, que trabajaba para Penthouse.
Uno de sus primeros trabajos la representaba como en un campamento. Posteriormente, Hicks habló sobre la apariencia y personalidad de Applegate, de la que dijo: "He tratado con muchas chicas nuevas en este negocio. Muchas chicas jóvenes y muchas chicas procedentes de fuera de la ciudad. Colleen era increíblemente joven e ingenua. Desentonaba por completo en Los Ángeles".
Su aspecto saludable, de chica joven, pronto llamó la atención a otras revistas como Hustler y Penthouse, que llamaron a su puerta para realizar otras sesiones fotográficas. El propio Hicks le aconsejó a Applegate que saliera rápidamente de ese mundillo, puesto que una vez las revistas agotaran todos sus recursos con ellas, lo único que le quedaba sería dar el salto a la industria pornográfica, y no la veía dentro. "Conoces a muchas chicas que tienen una vida normal y trabajan en McDonald's o en una zapatería, donde ganan su dinero, y un día se les da la oportunidad. Se maquillan, se ponen guapas y se ponen delante de una cámara y ganan más dinero en un día de sesión que en un mes en sus trabajos. Y cambian. Cambian por completo. Y eso es triste".
Casi de inmediato, Applegate pasó a presentarse a sesiones de fotos hardcore para Suze Randall.
La relación de Applegate con su novio no soportó sus primeros dos meses en California; Marcell la dejó para regresar a Minnesota y finalmente se unió al ejército de los Estados Unidos. Antes de ello, informó a algunos residentes de su pequeña ciudad que Applegate estaba involucrada en la pornografía, lo que causó mucha vergüenza en su familia. En el documental de Frontline, Marcell se negó a hablar con el periodista del programa sobre su relación con Applegate, excepto para decir que ya no le importaba.
Ignorando el consejo de Hicks, Applegate continuó trabajando con World Modeling Agency, donde conoció al veterano productor porno Bobby Hollander. Hollander lanzó su carrera cinematográfica adulta, sugiriéndole el sobrenombre de Shauna Grant. Applegate debutó como actriz pornográfica en 1982, a los 19 años de edad. Muy pronto, su carrera pareció llevarla al estrellato cobrando hasta 1500 dólares por día, apareciendo en diversas películas pornográficas, algunas destacadas de su filmografía como Arrow's 80's Ladies 3, Bad Girls 4, Dreams of Pleasure, Flesh and Laces, Maneaters, Party Stripper, Personal Touch, Private School Girls, Suzie Superstar, Sweethearts, Taste of Shauna Grant, Valley Vixens o Virginia.
Su popularidad le valió tres nominaciones en los premios Erotic Film Awards de marzo de 1984. Sin embargo, a pesar de estos elogios y su belleza, Grant tuvo algunas dificultades para conseguir trabajo debido a su adicción a la cocaína y la falta de "entusiasmo" durante las escenas de sexo.

## Retiro
En 1983, se retiró de la industria del cine pornográfico apenas un año después de haber entrado, en los que tuvo relaciones sexuales en la pantalla con al menos 35 hombres, haber contraído el herpes y haber abortado.
El 14 de marzo de 1983, fue nominada en diversas categorías en la octava gala de los Adult Film Association Awards. Si bien su deseo de actuar en las películas convencionales no generó ofertas, era tan prestigiosa en su momento que el afamado director Francis Ford Coppola estaba sentado en su mesa.
Esa noche volvió a recibir una oferta para trabajar de nuevo en la industria pornográfica, diez meses después de dejarlo. En concreto para ponerse bajo las órdenes del director Henri Pachard en la película Matinee Idol. Unos días después de la entrega de premios, su novio de Minnesota voló a Los Ángeles para verla, pero Grant se olvidó de su llegada. Al mismo tiempo, Jake Ehrlich, conocido de Shauna con quien había iniciado una relación y que se dedicaba al tráfico de cocaína, telefoneó desde la prisión diciendo que su relación había terminado y que Grant necesitaba mudarse de su hogar en Palm Springs.
Grant persuadió a su amiga, la veterana actriz porno Kelly Nichols, para que interpretara el papel que Pachard le había ofrecido. Grant también tenía la opción de regresar a Minnesota, pues sus padres se ofrecieron a pagarle los gastos de su universidad, pero ella creía que ya no se sentiría cómoda en su hogar.

## Muerte
El 21 de marzo de 1984, Grant se suicidó en Palm Springs disparándose con un .22 Long Rifle poco después de las siete de la tarde (hora local). Según el informe forense de la policía, Shauna se disparó en la sien derecha. Pese a que la asistencia médica consiguió llegar, Shauna fue llevada al hospital con un diagnóstico de muerte cerebral. En el Desser Hospital los sanitarios solo pudieron mantenerla con vida dos días, desconectando el sistema de respiración asistido.
Su funeral se llevó a cabo el 28 de marzo de 1984 en la ciudad de Farmington, donde creció.

## En la cultura popular
Su figura, tanto en vida como después de su fallecimiento, fue recordada en diversas ocasiones en el mundo de la música y el cine.
- La directora pornográfica Roberta Findlay realizó en 1985 una controvertida película sobre el suicidio de Grant: Shauna: Every Man's Fantasy.[20]
- Su carrera profesional y posterior muerte fueron llevadas a la televisión por medio de una tv movie titulada Shattered Innocence (1988), protagonizada por Jonna Lee. Los beneficios de la película fueron utilizados por los padres de Shauna Grant para costear la lápida sepulcral de su hija.
- El músico Klaus Flouride honró a Grant en la canción "Dancing with Shauna Grant", de su álbum The Light is Flickering (1991).
- La banda pop-punk J Church escribió una canción sobre su vida y suicidio llamada "Girl In A Magazine", que apareció en This Song Is For Kathi (1992).
- La banda de metal cristiano Mastedon escribió una canción llamada "Innocent Girl", en memoria de Shauna Grant en su álbum debut It's a Jungle Out There! (1989). Las letras fueron escritas por el exlíder de Kansas, John Elefante y su hermano Dino.
- La banda estadounidense de death metal Ripping Corpse escribió otra canción sobre Grant en su álbum Dreaming with the Dead (1991) titulada "Deeper Demons".
- Su vida fue llevada a la televisión por medio del documental Frontline, emitiéndose el especial sobre su biografía el 8 de junio de 1987.[3] El episodio se tituló "Muerte de una reina del porno". En el mismo, aparecía la propia Shauna Grant, con imágenes de archivo así como distintas entrevistas a las personas que la conocieron.
- Su vida también fue llevada al programa Hard Copy, que emitió otro especial sobre Shauna Grant el 18 de junio de 1990.